# Garen Boyajian
Garen Boyajian (ur. 5 lipca 1987 w Toronto, Kanada) – kanadyjski aktor.

## Filmografia
- 2005 – Our Fathers jako Brat Vito
- 2004 – Gwiazda od zaraz (Instant Star) jako kolega Jamiego
- 2004 – Mary-Kate i Ashley: Nowy Jork, nowa miłość (New York Minute) jako Manjur
- 2003–2005 – Radiostacja Roscoe (Radio Free Roscoe) jako Ed
- 2002 – Ararat jako Młody Gorky